# Давид (Сарсания)
Иеродиакон Давид (в миру Руслан Вячеславович Сарсания; род. 31 января 1978, Гудаута), наместник монастыря святого апостола Симона Кананита (с 2013) в Новом Афоне, заместитель председателя Совета Священной митрополии Абхазии.

## Биография
Родился 31 января 1978 года в Гудауте (Абхазия), по национальности абхаз.
В 1994 году поступил в Московскую духовную семинарию, которую окончил в 1998 году.
Будучи студентом третьего курса Московской духовной семинарии, по благословлению священноначалия Русской Православной Церкви был направлен в 1997 году с ознакомительной поездкой на три недели в Грузию. Обучаясь на втором курсе Московской духовной академии, по благословению святейшего патриарха Московского и всея Руси Алексия II был пострижен в монашество в лоне Грузинской православной церкви 23 апреля 2000 года в Сионском Кафедральном Соборе, епископом Сагареджийским и Гурджаанским Андреем (Гвазава). 14 мая 2000 года Католикосом-Патриархом Илией II хиротонисан во иеродиакона. После монашеского пострига, Давид возвратился в Москву для продолжения обучения в Московской духовной академии, которую окончил в 2002 году.
В 2002 году зачислен в Аспирантуру Московской духовной академии при Отделе Внешних церковных связей Русской Православной Церкви.
В 2003 году по благословению митрополита Смоленского и Калининградского Кирилла направлен на обучение в Экуменический институт Боссэ (Швейцария). В 2004 году окончил курс «Ответственность религии за миротворчество в контексте возрастающего насилия» высшей школы Экуменического института Боссэ.
В 2004 году публично заявил о том, что «абхазы единогласно должны сказать всему православному миру то, что пребывание в духовной зависимости от грузинской иерархии для них неприемлемо».
В мае 2005 года направлен для изучения немецкого языка в Институт восточных церквей в Регенсбурге (Германия). В 2005 году по рекомендации Митрополита Смоленского и Калининградского Кирилла был зачислен на богословский факультет Фрибурского университета (Швейцария).
В 2006 году Синодом Грузинской православной церкви был обвинён в антицерковной деятельности. Поводом послужили публикации в СМИ, о том, что после войны 1992—1993 годов «развитие православия в Абхазии не возможно в лоне Грузинской православной церкви». Обращался с письмом к Католикосу — Патриарху всея Грузии Илие ІІ об отчислении за штат из клира ГПЦ с правом перехода в юрисдикцию Московского патриархата, на что ему был дан официальный отказ с резолюцией патриарха.
Факт вхождения в состав клира Грузинской православной церкви отца Давида был официально осуждён абхазским духовенством. Однако 11 марта 2006 года, постановлением Епархиального совета Сухумо-Абхазской Епархии за подписью и. о. управляющего Сухумо-Абхазской Епархии иерея Виссариона Аплиаа, о снятии силы с постановления за № 12 от 9.10.2001 года в отношении иеродиакона Давида (Сарсания) и рассмотрения его деятельности, как направленной во благо Православной церкви в Абхазии, все обвинения с отца Давида были сняты.
С июля 2010 года по сентябрь 2013 года находился в монастыре Святого Павла на Святой Горе Афон в Греции.
2 октября 2013 года по представлению иеромонаха Андрея (Ампар) решением Совета «Священной Митрополии Абхазии» на Давида возложены обязанности наместника Монастыря святого апостола Симона Кананита в Новом Афоне. Как сообщает абхазское информагентство: «Иеродиакон Давид (Сарсания), возвратившийся из монастыря Агиу Павлу со Святой Горы Афон будет восстанавливать духовную жизнь обители в соответствии со Святогорским уставом и традициями, утраченными за последние десятилетия».
В качестве наместника монастыря, курирует масштабную работу в сфере социального служения и благотворительности. Приоритетное направление работы - помощь детям из социально незащищённых семей. По личным заявлениям родителей на имя наместника нуждающимся семьям оказывается помощь в приобретении медикаментов для детей и оплате дорогостоящего лечения несовершеннолетних; компенсируются транспортные расходы, связанные с вывозом ребёнка на лечение за пределы Республики Абхазия. Монастырь также приобретает продукты питания, одежду и другие необходимые вещи для семей с детьми, оказавшихся в трудной жизненной ситуации. На средства монастыря ежегодно приобретается школьная форма для детей из многодетных и малообеспеченных семей.
Кроме того, монастырь систематически перечисляет средства в благотворительные организации, которые специализируются на помощи нуждающимся семьям с детьми.
Ежегодно в дни рождественских праздников проводится бесплатный детский спектакль для 500 детей из малообесреченных семей, на котором получают бесплатные рождественские подарки от монастыря.
В 2017 году организовал в Новоафонской средней школе бесплатную детскую секцию дзюдо, тренером которой является мастер спорта И. Гаделия. Секция функционирует на средства монастыря. Ежегодно в марте на базе секции проводится Открытый Межрегиональный турнир по дзюдо «КУБОК НОВОГО АФОНА на призы Ново-Афонского монастыря» среди юношей и девушек, собирающий более 400 участников из разных городов Абхазии и России. Иеродиакон Давид традиционно поздравляет победителей соревнований и вручает им призы от монастыря святого апостола Симона Кананита. 
В 2015-2020 годах организовал работу просветительского проекта «Лекториум» для прихожан монастыря. В рамках проекта в притворе Андреевского храма монастыря проводились открытые лекции по основам православного богословия для всех желающих (лекции читали доктор богословия Аристотелевского Университета г. Салоники архимандрит Дорофей (Дбар), сам иеродиакон Давид (Сарсания), выпускник Московской духовной академии Герман Маршания). 
В 2018 году совместно АГТРК организовал просветительский проект "НЕзависимость", посвящённый борьбе с наркоманией. 
В качестве наместника монастыря курирует проведение реставрационных и восстановительных работ.  
В 2017 году завершена установка нового центрального иконостаса в соборном монастырском храме святого Пантелеимона, изготовленного взамен утраченного в советское время.  
В 2019-2022 годах в иконостасе установлены образы Христа Вседержителя, Пресвятой Богородицы, св. великомученика Пантелеимона, святых архангелов в диаконских дверях.  
С сентября 2022 года реставрируются настенные росписи в приделе свт. Николая Чудотворца. Производится укрепление красочного слоя и грунта, в аварийных местах устраняются набухания и отставания штукатурного слоя от основания. С покраски удаляются поверхностные загрязнения, а на участках с поздними записями ведется расчистка. 
5 октября 2022 года в г. Майкопе (Республика Адыгея) в качестве главы делегации Священной Митрополии Абхазии участвовал во встрече с архиепископом Майкопским и Адыгейским (Русской Православной Церкви) Тихоном (Лобковским) и духовенством Майкопской и Адыгейской епархии. 
На встрече обсуждалась ситуация с церковным судопроизводством Майкопской и Адыгейской епархии в отношении архимандрита Дорофея (Дбар), председателя Совета СМА. Стороны выразили надежду с Божией Помощью и любовью во Христе на продолжение диалога и разрешение канонических проблем.
В июне 2023 года над главными вратами собора Ново-Афонского монастыря установлена мозаичная икона св. великомученика Пантелеимона. Также в иконописной мастерской при монастыре изготовлены мозаики для других зданий монастыря.
В августе 2023 года отреставрированы каменные лестницы собора святого Пантелеимона. Восстановленные ступени из обработанного известняка исполнены в точном соответствии с архитектурным стилем Ново-Афонского монастыря. 
21 апреля 2024 года также установлен новый иконостас в приделе святого Николая Чудотворца собора святого Пантелеимона, заново изготовленный взамен уничтоженного при советской власти.